# Rodrigo Tello
Pour les articles homonymes, voir Rodrigo.
Rodrigo Alvaro Tello Valenzuela est un footballeur chilien né le 14 octobre 1979 à Santiago. Il évolue au poste de milieu de terrain.

## Carrières
Il fait son plus gros progrès en 1999 au Universidad de Chile. Il a été transféré au Sporting de Lisbonne en 2000 contre sept millions d’euros. Il joua pendant 7 saisons consécutives dans l’équipe portugaise. Il a notamment joué avec Cristiano Ronaldo, Ricardo Quaresma et l’ancien joueur de Galatasaray Mário Jardel.
International chilien, il possède 30 sélections (2 buts) en équipe du Chili. Son premier match avec le Chili a eu lieu en l'an 2000. Il fait partie des 23 joueurs chiliens sélectionnés pour participer à la coupe du monde 2010.
Son contrat avec le Besiktas se termine le 31 mai 2011.
Rodrigo rompt son contrat avec Beşiktaş le 20 juillet 2010 et signe un contrat de 3 ans avec Eskişehirspor.

## Palmarès
| Année        | Titre                                            | Équipe                    | Pays     |
| 1999         | Champion du Chili                                | Universidad de Chile      | Chili    |
| 2000         | Champion du Chili                                | Universidad de Chile      | Chili    |
| 2000         | Médaille de bronze aux Jeux olympiques de Sydney | Équipe Olympique du Chili | Chili    |
| 2002         | Champion du Portugal                             | Sporting CP               | Portugal |
| 2002 et 2007 | Vainqueur de la Coupe du Portugal                | Sporting CP               | Portugal |
| 2002         | Vainqueur de la Supercoupe du Portugal           | Sporting CP               | Portugal |
| 2005         | Finaliste de la Coupe UEFA                       | Sporting CP               | Portugal |
| 2000         | Finaliste de la Coupe du Portugal                | Sporting CP               | Portugal |
| 2009         | Vainqueur de la Coupe de Turquie de football     | Beşiktaş JK               | Turquie  |
| 2009         | Vainqueur du Championnat de Turquie de football  | Beşiktaş JK               | Turquie  |

## Sources
- (tr) Cet article est partiellement ou en totalité issu de l’article de Wikipédia en turc intitulé « Rodrigo Alvaro Tello Valenzuela » (voir la liste des auteurs) (dernière visite le 6 octobre 2009).